# Français en Roumanie
L’immigration française en Roumanie existe pour des raisons professionnelles, estudiantines ou culturelles. En 2022, ce sont 4 321 français qui sont inscrits sur la liste de français établis hors de France pour la Roumanie.

## Relations entre la France et la Roumanie
Les relations entre la Roumanie et la France sont des relations complètes sur les plans politique, culturel et économique ; elles sont assez récentes puisqu’elles ne deviennent officielles qu’avec la reconnaissance internationale de l’indépendance de la Roumanie en 1878.

## Histoire de l’immigration française en Roumanie
La noblesse roumaine et les riches bourgeois embauchaient, à l’époque des anciennes principautés roumaines, de nombreux français en tant que précepteurs, majordomes, intendants, gouvernantes, nourrices, cuisiniers, médecins, juristes ou administrateurs des domaines des boyards et des princes phanariotes.
En 1776, à la suite de la réforme de l’enseignement, entreprise en Valachie par le prince Alexandre Ipsilanti, le français devient matière obligatoire au programme de l’école supérieure de Bucarest et l’enseignant ou le précepteur français furent alors, en Moldavie et Valachie, considérés comme le summum de l’excellence intellectuelle. Mais déjà avant cela, depuis le début du XVIIIe siècle, des Français étaient venus dans les pays roumains : ils firent paraître en roumain, traduites directement du français, plusieurs œuvres de Voltaire, suivies en 1772 de la traduction en roumain de l’ouvrage de Fénelon, Les aventures de Télémaque. 
En effet le français, à l’époque langue des idées et langue de culture, fut porté par les secrétaires des princes régnants de Moldavie et de Valachie, dont plusieurs furent des français, comme Pierre De La Roche, secrétaire en 1758 pour les Affaires étrangères du souverain moldave Jean-Théodore Kallimachis. La Roche fut aussi le précepteur des enfants du prince. Le comte de Hauterive, secrétaire du prince Ipsilanti, écrivit un Mémoire sur l’état ancien et actuel de la Moldavie, en 1787. Les archives témoignent que l’on lisait en grande majorité des journaux français. Le premier consulat français est établi à Bucarest en 1795, ayant à sa tête Émile Gaudin, à la fin de la guerre russo-turque. L’année suivante, un deuxième consulat français est ouvert à Jassy. Au-delà de son activité économique et commerciale, le consulat devient aussi un foyer à partir duquel sont disséminées les idées de la Révolution française dans les principautés.
La plupart de ces Français établis en Roumanie (dont beaucoup épousèrent des Roumaines, à l’exemple de Charles d'Avila) étaient imprégnés par l’esprit des Lumières et par l’idée qu’un peuple parlant une même langue devrait s’unir pour former une nation au lieu d’être divisé et exploité entre des principautés héritées du Moyen Âge comme celles d’Allemagne et d’Italie.
La renaissance culturelle roumaine découle de la même philosophie que l’unité allemande et l’unité italienne. En Roumanie, le renouveau intellectuel du XVIIIe siècle à 1859, tant en Moldavie qu'en Valachie, doit beaucoup à l’influence française, et tous les Roumains instruits connaissaient le français. C’est pourquoi, jusqu’à l’avènement du régime communiste de Roumanie qui en ferma les frontières, de nombreux Français se sont établis en Roumanie soit pour y mener négoce, y ouvrir des restaurants, des filiales (comme les Galeries Lafayette) ou y enseigner.

## Immigration française moderne
Depuis la fin du régime communiste de Roumanie qui en rouvrit les frontières, l’immigration française a repris.

### Études de santé
De nombreux français vont faire leurs études de médecine (médecine générale, dentaire, pharmacie et vétérinaire) en Roumanie, principalement dans les villes de Bucarest, Cluj, Jassy et Timișoara,,,.

### Lycée français en Roumanie
Il existe un lycée français à Bucarest qui accueille environ 1 000  élèves de la maternelle à la terminale.

### Statistiques
Français inscrits en 2015, 2016, 2017, 2018, 2019, 2020, 2021 et 2022.
| Région           | Pays     | Inscrits 2015 | Inscrits 2016 | Inscrits 2017 | Inscrits 2018 | Inscrits 2019 | Inscrits 2020 | Inscrits 2021 | Inscrits en 2022 |
| ---------------- | -------- | ------------- | ------------- | ------------- | ------------- | ------------- | ------------- | ------------- | ---------------- |
| Union européenne | Roumanie | 3 562         | 3 945         | 4 149         | 4 131         | 3 800         | 3 590         | 3 329         | 4 321            |

## Représentations

### Institut français de Roumanie
L'Institut Français possède une antenne principale à Bucarest ainsi que 3 annexes à Cluj-Napoca, Iași et Timișoara,.

### Organisation internationale de la Francophonie
La Roumanie fait partie de l'Organisation internationale de la francophonie depuis 1991 et le 11ème sommet de la Francophonie à eu lieu à Bucarest du 25 au 29 septembre 2006. Il y a 2, 282 millions de francophones en Roumanie (12 % de la population).

## Personnalités françaises installées en Roumanie
- Clotilde Armand, femme politique, députée européenne
- Charles d'Avila, médecin, pharmacologue et professeur
- Camille Ayglon, handballeuse
- Julien Bègue, footballeur
- Maurice Dalé, footballeur français et ivoirien
- Alexandre Durimel, footballeur
- Fabrice Fernandes, footballeur
- Julie Foggea, handballeuse
- René Jeannel, scientifique, entomologue et spéléologue
- Laurisa Landre, handballeuse
- Amandine Leynaud, handballeuse
- Jean-Philippe Mendy, footballeur
- Xavier Méride, footballeur
- Allison Pineau, handballeuse
- Alfred Saligny (ro), professeur
- Guillaume Saurina, handballeur
- Cyril Théréau, footballeur.

## Sources et références
1. 1 2  « MEAE - Français résidents à l'étranger », sur web.archive.org, 20 juillet 2023 (consulté le 20 juillet 2023).
2. ↑  Encyclopædia Britannica, Greek history, The mercantile middle class, 2008 ed.
3. ↑  « Origines de la francophonie en Roumanie » -
4. ↑  « Origines de la francophonie en Roumanie » déjà cité.
5. ↑  Joëlle Dalegre Grecs et Ottomans 1453-1923. De la chute de Constantinople à la fin de l’Empire Ottoman L’Harmattan Paris (2002)  (ISBN 2747521621).
6. ↑  Florin Constantiniu, Une histoire sincère du peuple roumain, ed. Univers Enciclopedic, Bucarest 2002, 561 p.
7. ↑  Florin Constantiniu, Op. cit. 2002
8. ↑  « Origines de la francophonie en Roumanie »
9. ↑  « Faire ses études de médecine en Roumanie : "Il n’y a pas cette concurrence avec les autres étudiants" », sur L'Etudiant (consulté le 20 juillet 2023).
10. ↑  « Les études de médecine, médecine dentaire et pharmacie en Roumanie », sur Euroguidance (consulté le 20 juillet 2023).
11. ↑  Par Laure d'Almeida et Marine Gachet Le 17 mai 2023 à 14h45, « Études vétérinaires : « La Roumanie peut être un moyen de devenir vétérinaire plus vite » », sur leparisien.fr, 17 mai 2023 (consulté le 20 juillet 2023).
12. ↑  « Pourquoi la moitié des nouveaux chirurgiens-dentistes exerçant en France sont formés à l’étranger », Le Monde.fr,‎ 16 mai 2023 (lire en ligne, consulté le 20 juillet 2023)
13. ↑  Ministère des Affaires étrangères et du Développement international, « La communauté française inscrite au registre des Français établis hors de France », sur France Diplomatie : : Ministère des Affaires étrangères et du Développement international (consulté le 20 juillet 2023).
14. ↑  « convert », sur archive.wikiwix.com (consulté le 20 juillet 2023).
15. ↑  « MEAE - Français résidents à l'étranger 2019 », sur Ministère de l'Europe et des Affaires étrangères - Français résidents à l'étranger 2019 (consulté le 20 juillet 2023).
16. ↑  « Institutul Francez din România », sur Institutul Francez din România (consulté le 20 juillet 2023).
17. ↑  « L’Institut Français de Roumanie », sur La France en Roumanie (consulté le 20 juillet 2023).
18. 1 2  « Portail de l’Organisation Internationale de la Francophonie (OIF) », sur Organisation Internationale de la Francophonie (consulté le 20 juillet 2023).
19. ↑  Ministère des Affaires Etrangères roumaines, « Le MAE célèbre la Journée internationale de la Francophonie » , sur mae.ro, 20 mars 2018 (consulté le 20 juillet 2023).